# Indian Appropriations Act (1851)
Indian Appropriations Act bezeichnet ein US-amerikanisches Gesetz, welches am 27. Februar 1851 vom US-Kongress beschlossen wurde. Das Gesetz schuf einen rechtlichen Rahmen zur Schaffung von Indianerreservaten in den Vereinigten Staaten. Auch stellte das Gesetz Gelder zur Verfügung, um Indianerstämme in die Reservate umzusiedeln. Nach diesem Gesetz durften die Indianer das Gebiet der Reservate ohne Genehmigung nicht verlassen. Für die Umsetzung war das Bureau of Indian Affairs (BIA) zuständig, einer Behörde, die ursprünglich dem Verteidigungsministerium unterstand, später aber zum Innenministerium wechselte. Betroffen von diesem Gesetz war besonders das Indian Territory. Das Gesetz wurde aber auch in anderen Territorien angewendet. Das Gesetz schuf einen Rahmen für bilaterale Verträge zwischen den Stämmen (Dependent domestic Nations) und dem Kongress. Diese wurden von Indianeragenten des BIA ausgehandelt und dem Kongress zur Ratifikation vorgelegt. Grundsätzlich sollten die Indianerstämme einen Teil ihres Stammesgebiets an die Vereinigten Staaten abtreten. Einen definierten Teil des Gebiets sollten sie sich für den eigenen Bedarf reservieren dürfen, daher das Wort Reservation. In den nicht reservierten Gebieten sollten sich die Indianer nicht aufhalten dürfen, um Konflikte mit weißen Siedlern zu verhindern. Als Gegenleistung wurden den Stämmen Geld, gesicherte Nahrungsmittelversorgung, kostenlose Gesundheitsversorgung, Bereitstellung von Häusern, Geräten und anderem Material zugesichert. Oftmals wurden diese Versprechen nicht eingehalten. Das Gesetz wurde 1871 teilweise durch den Indian Appropriations Act (1871) abgelöst. Durch dieses Gesetz wurde das System der bilateralen Verträge, welche im Gesetz von 1851 definiert worden waren, abgeschafft.